# Warownia

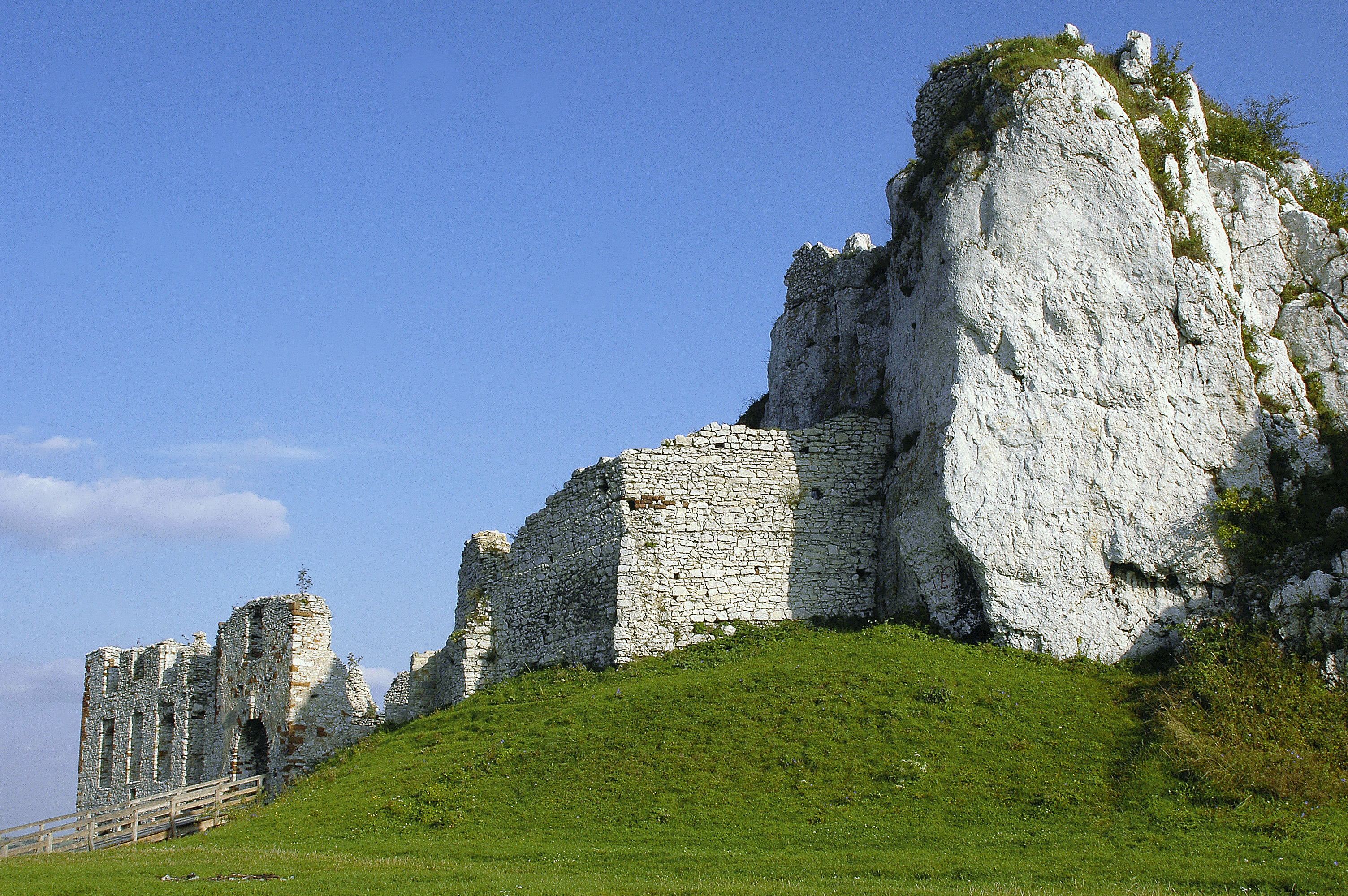
Warownia – ruiny

Warownia – miejsce ufortyfikowane, przygotowane do celów militarnych, najczęściej do obrony. Warowniami są: twierdza, bastion, obóz warowny, cytadela, zamek.
Terminem warownia określa się budowle lub zespoły budowli wraz z umocnieniami ziemnymi, mające za zadanie utrzymanie określonego terenu i ochronę ważnych przejść (np. most, bród, odcinek drogi itp.). Warownie były uzbrojone, zaopatrzone w zapasy żywności umożliwiające przetrwanie oblężenia. Czasem budowane były na terenie obozów wojskowych. Warownie budowane w średniowiecznej Rosji na potrzeby obrony miast nosiły nazwę "kreml".